# Kestel (Kronach)
Kestel ist ein Gemeindeteil der Kreisstadt Kronach im Landkreis Kronach (Oberfranken, Bayern).

## Geographie
Beim Dorf entspringt eine der Quellen des Dobersgrundbachs, eines rechten Zuflusses der Haßlach. Im Süden grenzt der Theisenorter Wald an. Eine Gemeindeverbindungsstraße führt nach Kronach (2,3 km nordöstlich) bzw. zu einer Gemeindeverbindungsstraße (0,2 km südwestlich) zwischen Zollbrunn im Nordwesten und Ziegelerden im Osten.

## Geschichte
Gegen Ende des 18. Jahrhunderts gab es in Kestel 6 Anwesen. Das Hochgericht übten die Rittergüter Schmölz-Theisenort und Küps-Theisenort im begrenzten Umfang aus. Sie hatten ggf. an das bambergische Centamt Kronach auszuliefern. Grundherren waren das Rittergut Schmölz-Theisenort (4 Fronsölden) und das Rittergut Küps-Theisenort (2 Fronsölden).
Mit dem Gemeindeedikt wurde Kestel dem 1808 gebildeten Steuerdistrikt Neuses und der 1818 gebildeten Ruralgemeinde Gehülz zugewiesen. Am 1. Mai 1978 wurde Kestel im Zuge der Gebietsreform in Bayern in Kronach eingegliedert.

### Einwohnerentwicklung
| Jahr      | 001818 | 001861 | 001871 | 001885 | 001900 | 001925 | 001950 | 001961 | 001970 | 001987 |
| Einwohner | 37     | 55     | 60     | 42     | 60     | 70     | 63     | 64     | 59     | 37     |
| Häuser    | 7      |        |        | 9      | 6      | 10     | 10     | 11     |        | 11     |
| Quelle    | [ 5 ]  | [ 7 ]  | [ 8 ]  | [ 9 ]  | [ 10 ] | [ 11 ] | [ 12 ] | [ 13 ] | [ 14 ] | [ 1 ]  |

## Religion
Der Ort war ursprünglich katholisch und nach St. Johannes der Täufer (Kronach) gepfarrt. Seit der Gründung der Pfarrei St. Bonifatius (Gehülz) in der ersten Hälfte des 20. Jahrhunderts sind die Katholiken dorthin gepfarrt.